# Johann Nikolaus Straßburger
Johann Nikolaus Straßburger († 1748) war ein deutscher Baumeister und Architekt der Barockzeit.
Er war Sohn von Johann Erhard Straßburger und Vater von August Friedrich Straßburger, die auch Baumeister waren. Er war von 1730 bis 1735 Sachsen-Meiningischer bzw. Sachsen-Gothaischer Hofbaumeister und stand seit 1739 in Sachsen-Weimarischen Diensten.
Straßburger war aber auch in Bayern tätig. Nachgewiesen sind seine Entwürfe für Kirchen.